# Tu con me hai chiuso
Tu con me hai chiuso è un singolo della cantautrice italiana Ditonellapiaga, pubblicato il 19 aprile 2024 come quarto estratto dal secondo album in studio Flash.

## Descrizione
Il brano, scritto dalla stessa cantautrice, è prodotto da Alessandro Casagni Benjamin Ventura e Brail.

## Video musicale
Il video musicale, diretto da Michele Formica, è stato pubblicato il 24 aprile 2024 attraverso il canale YouTube della cantautrice.

## Tracce
Testi di Margherita Carducci, musiche di Margherita Carducci, Alessandro Casagni, Benjamin Ventura e Paolo Zou.
1. Tu con me hai chiuso – 3:20

## Formazione
- Ditonellapiaga – voce
- Alessandro Casagni – batteria, campionatore, sintetizzatore, tastiere, produzione
- Andrea Suriani – masterizzazione, missaggio, registrazione
- Benjamin Ventura – batteria, campionatore, sintetizzatore, tastiere, produzione
- Brail – produzione
- Daniele Bronzini – chitarra
- Massimo Colagiovanni – chitarra